# Sinularia parulekari
Sinularia parulekari is een zachte koraalsoort uit de familie Alcyoniidae. De koraalsoort komt uit het geslacht Sinularia. Sinularia parulekari werd in 1991 voor het eerst wetenschappelijk beschreven door Alderslade & Shirwaiker. 